# Ґожанівський замок
Ґожанівський замок (пол. Zamek w Gorzanowie) — замок (часом називається палацом) у селі Ґожанув у гміні Бистшиця-Клодзька Клодзького повіту Нижньосілезького воєводства в Польщі.

## Історія

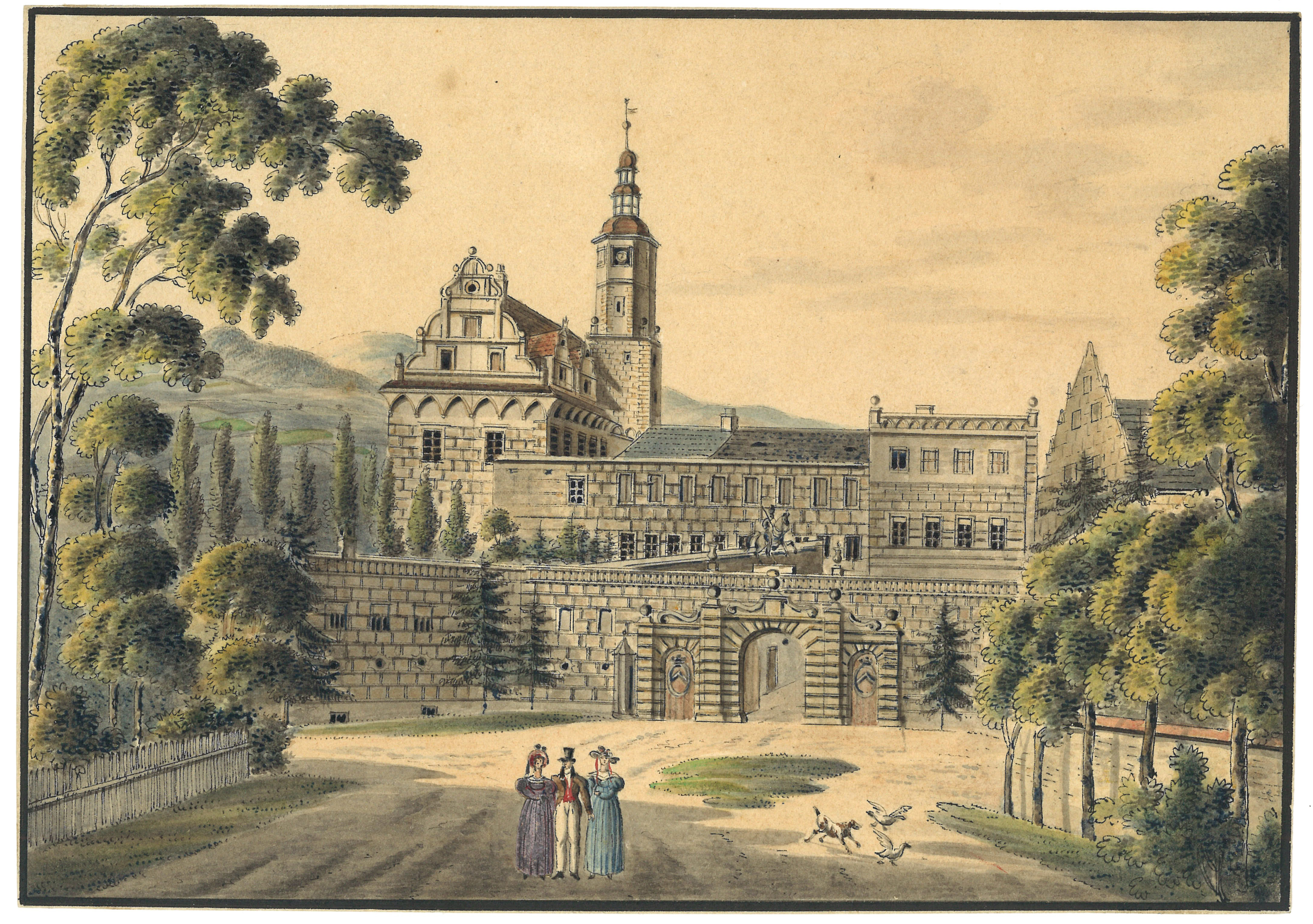
Зображення замку у Ґожанові орієнтовно у 1800 році

Первісний замок було побудовано у Ґожанові у середньовіччі, на північ від нинішньої будівлі та зруйновано під час гуситських війн. Остаточно його розібрали у 1804 році. Новий палац на теперішньому місці почали будувати близько 1573 року, а до теперішніх розмірів його розширили у 1653—1657 роках під керівництвом Вавжинця Нікели, а пізніше Андреа Карове. У 1735 році замок було перебудовано, про що свідчить дата на замковій вежі, а після 1900 року було відремонтовано весь комплекс, особливо оздоблення зовнішніх фасадів. Майже 300 років замок слугував родовою садибою Герберштейнів. У 1945 році замок було націоналізовано польською владою, а з 60-их років ХХ століття він був покинутий і поступово занепадав, внаслідок чого обвалилася частина південного подвір'я. У 2012 році власником замку стала Фундація Палац Ґожанув, яка розпочала ремонт замку.

## Архітектура
Комплекс було закладено на прямокутному плані навколо внутрішнього подвір'я з окремою господарською частиною з півдня. Середнє крило, триповерхове, одновісне, покриває сідловий дах, опертий на аркадний фриз з люнетами. Фасади вкриті декоративними сграфітовими декораціями з геометричними мотивами та рослинними орнаментами. Три трикутні фронтони височіють над карнизом. Другий поверх фасаду головного крила зі сторони подвір'я замикають лоджії з 1735 року. Центральна вісь акцентована високою вежею з вхідним порталом та двосторонніми сходами. З багатих, давніх інтер'єрів збереглися лише бальна зала з стукковими оздобами на стелі та кілька зал з мальованими балками, а також частково пошкоджені інтер'єри театральної зали та каплиці.
З 2012 року новий власник проводить роботи із реконструкції замку. Так, у вересні 2013 року було запущено годинник на замковій вежі.
Монументальний комплекс замку, який має житловий та оборонний характер, витримано у стилі південнонімецького ренесансу. Замок є одним із найцінніших об'єктів цього типу у південно-західній Польщі.
До складу комплексу входять замок, господарські споруди, парк, офіцина на вулиці Підзамче, південна куртинова стіна, житлово-господарська офіцина, західна куртинова стіна, офіцина-пивоварня і північна куртинова стіна.

## Світлини

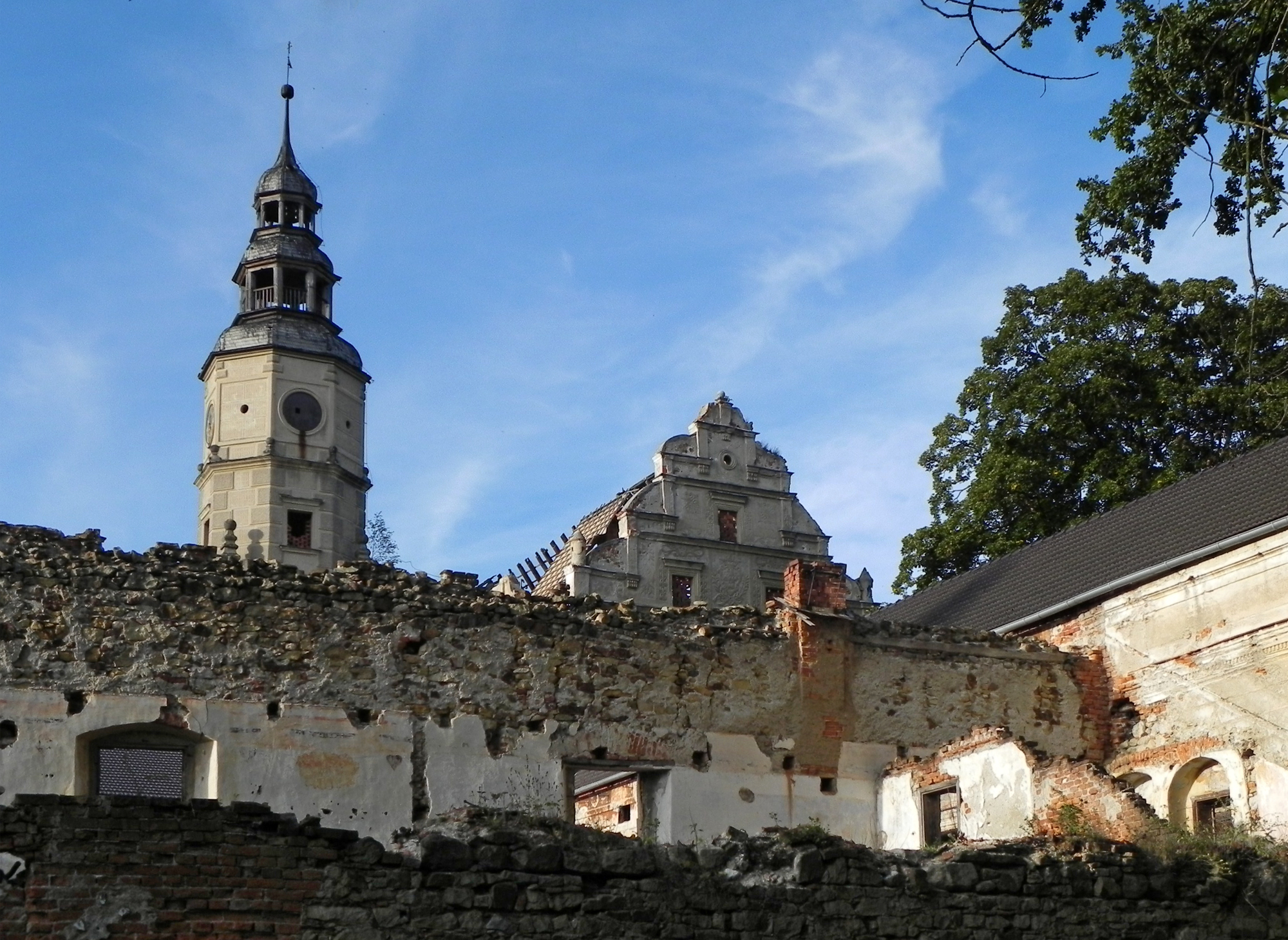
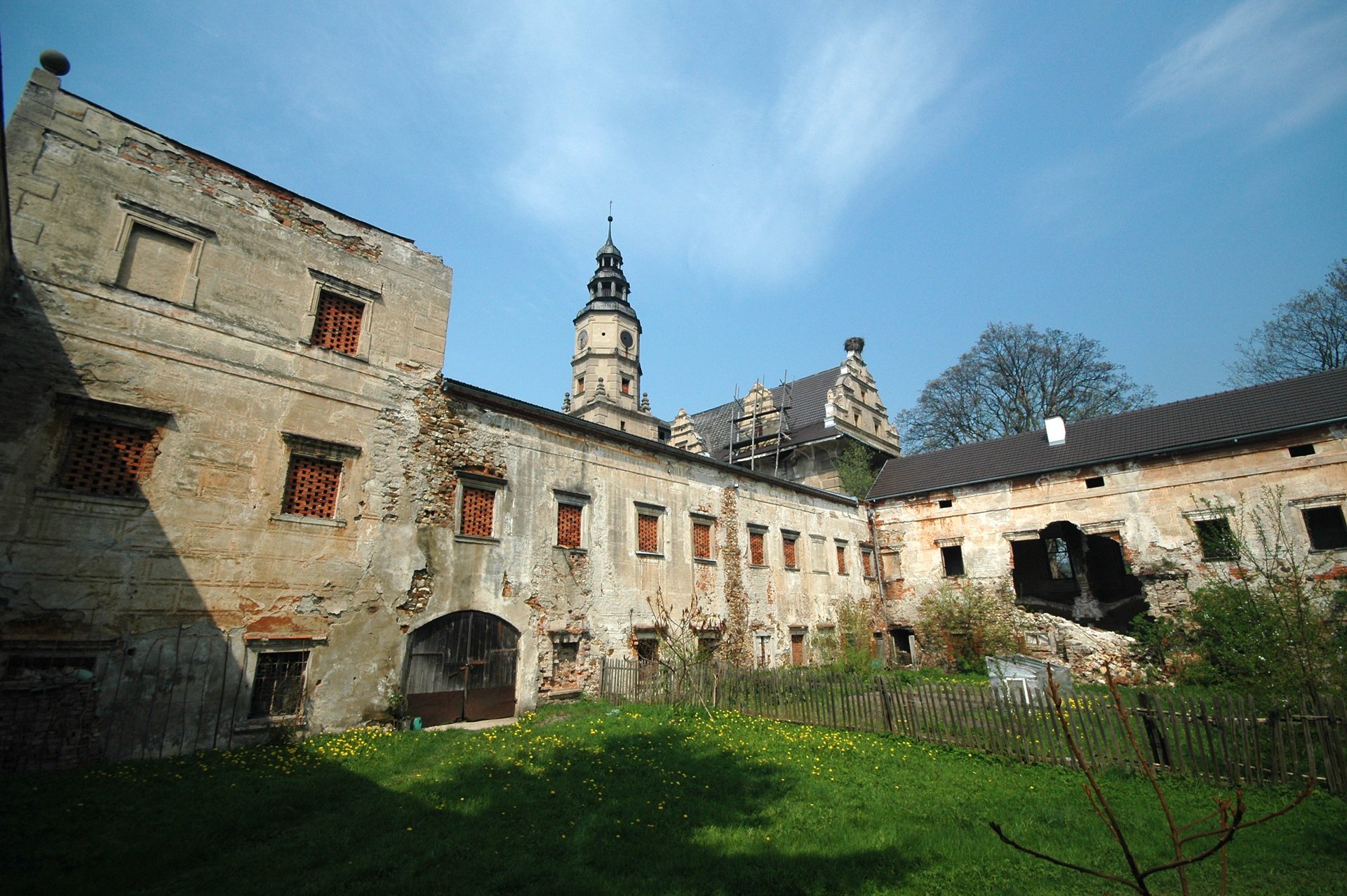
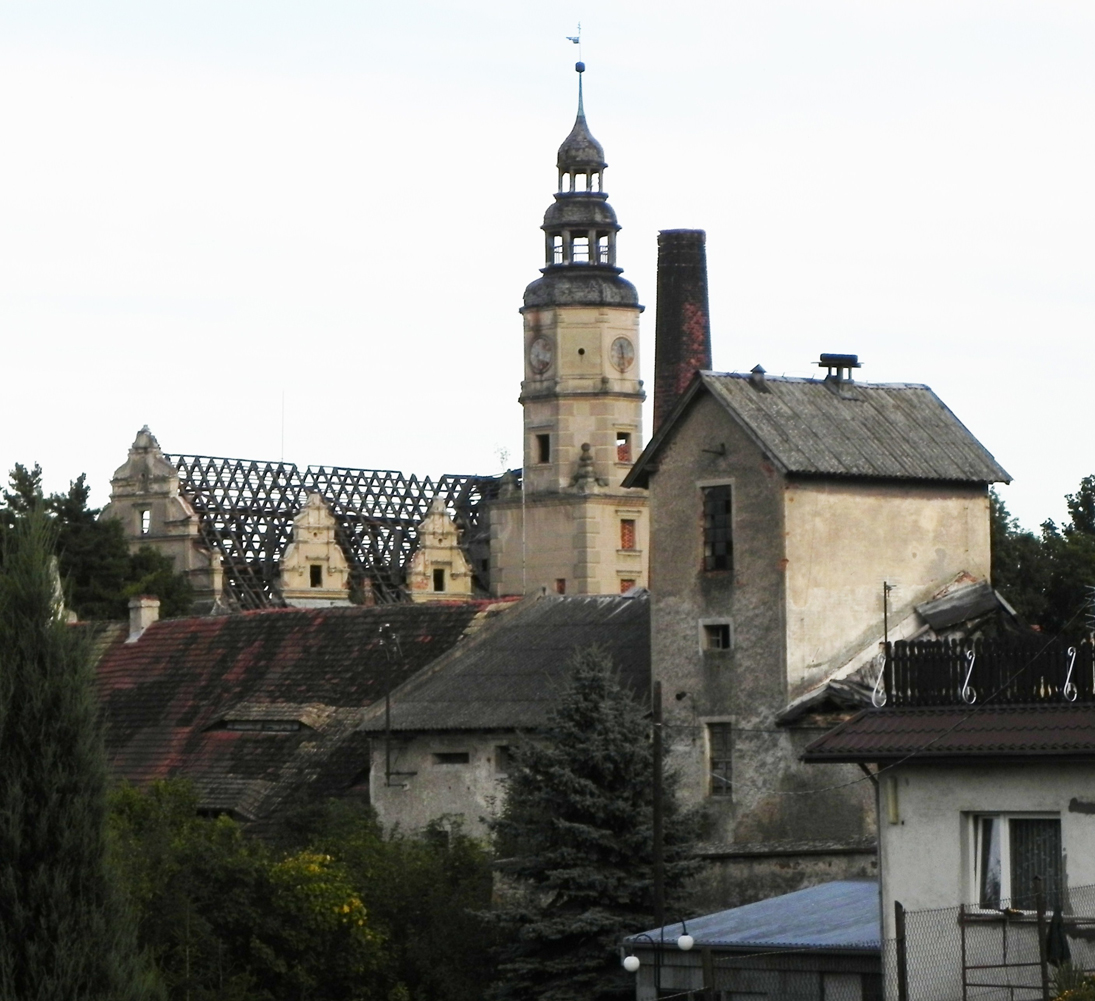
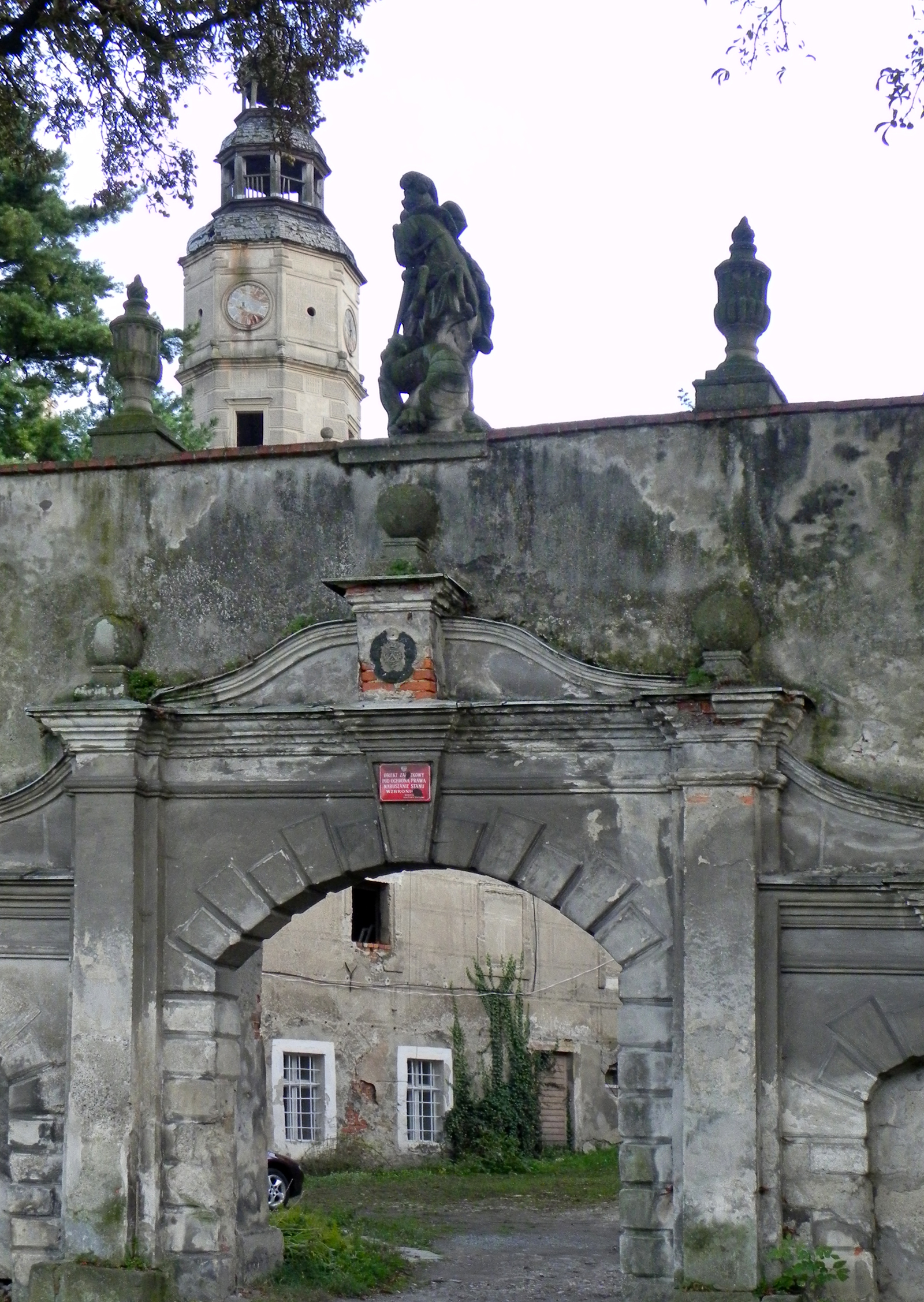